# 미겔 앙헬 알론소
미겔 앙헬 "페리코" 알론소 오야르비데(스페인어: Miguel Ángel "Periko" Alonso Oyarbide, 1953년 2월 1일, 바스크 지방 톨로사 ~)는 스페인의 전 축구 미드필더이자 감독이다.
그는 현역 시절 주로 레알 소시에다드와 바르셀로나에서 각각 5년, 3년씩 활동했는데, 10시즌 동안 273번의 라 리가 경기에 출전해 42골을 넣었다.
스페인 국가대표팀 일원으로 2년 활동하기도 했던 알론소는 자국을 대표로 안방에서 열린 1982년 FIFA 월드컵에 참가하기도 했다.

## 선수 경력
알론소는 기푸스코아 주 톨로사 출신으로, 레알 소시에다드, 바르셀로나, 그리고 사바델에서 프로 선수로 활동하였다. 전자의 구단 소속으로는 라 리가 2연패의 주역으로 활동했는데, 시즌 평균 32경기 출전 5골을 기록하였고 거의 빠지는 경기가 없었으며, 같은 시기에 스페인 국가대표팀 경기에 그가 출전한 20번의 경기 중 19번을 출전하였다. 그의 국가대표팀 첫 경기는 부다페스트에서 2-2로 비긴 1980년 9월 24일 친선경기였다.
알론소는 안방에서 열린 FIFA 월드컵에 참가해 실망스러운 성적을 거두면서 국가대표팀 은퇴를 선언하였고, 1982-83 시즌에 바르셀로나로 이적하였지만, 새 보금자리에서 그리 많은 출전 기회를 얻지 못하였다. 그는 바르셀로나 마지막 시즌에 리그 우승을 차지하였지만, 그 해에는 2번밖에 출전하지 못하였고, 바르사의 이웃 구단인 사바델로 이적하였다. 알론소는 현역 시절 최다골인 12골로 사바델 1년차에 세군다 디비시온에서 승격을 일조했고, 2년차에 카탈루냐 연고 구단은 처음 34경기에 17위에 오르는 초라한 성적을 거두었으나, 후반기 강등권 리그에서 3위를 차지하면서 강등을 면했다. 1988년, 알론소는 사바델에서 3년차를 보내고 현역에서 은퇴하였다.

### 국가대표팀 득점 기록
| # | 날짜             | 경기장          | 상대   | 점수 | 결과 | 대회     |
| - | ---------------- | --------------- | ------ | ---- | ---- | -------- |
| 1 | 1981년 11월 18일 | 폴란드 우치 ŁKS | 폴란드 | 3–2  | 3–2  | 친선경기 |

## 감독 경력
알론소는 은퇴 직후 감독으로 전향하였는데, 주로 바스크 연고 구단의 지휘봉을 잡았다. 2000년, 에르쿨레스에서 2부 리그 강등되는 초라한 성적을 거둔 후, 레알 소시에다드의 감독을 맡았지만, 10경기를 지휘한 후 은퇴하였다.

## 사생활
알론소의 두 아들, 미켈과 샤비 또한 축구 선수였고, 미드필더로 활동했었다. 두 아들 모두 레알 소시에다드에 입단하여 페리코를 뒤따랐는데, 차남 샤비는 이후 리버풀, 레알 마드리드, 바이에른 뮌헨, 그리고 스페인 국가대표팀에서 큰 성공을 거두었다.

## 수상
레알 소시에다드
- 라 리가: 1980–81, 1981–82

바르셀로나
- 라 리가: 1984–85
- 코파 델 레이: 1982–83
- 수페르코파 데 에스파냐: 1983
- 코파 데 라 리가: 1983